# Inside Men (film)
Pour les articles homonymes, voir  Inside Man.
Pour plus de détails, voir Fiche technique et Distribution.
Inside Men (hangeul : 내부자들 ; hanja : 内部者들 ; RR : Naebujadeul ; MR : Naebujadŭl ; litt. « initiés ») est un thriller politique sud-coréen réalisé par Woo Min-ho et sorti en 2015.
Il s'agit de l'adaptation du webtoon inachevé The Insiders (내부자들, 2010) de Yoon Tae-ho qui dissèque la corruption au sein de la société sud-coréenne.
Ce film et sa version longue, intitulé Inside Men: The original (내부자들: 디 오리지널), totalisent un total de 9,1 millions d'entrées, devenant ainsi le film de catégorie « R » le mieux classé de tous les temps au box-office sud-coréen.

## Fiche technique
- Titre original : 내부자 들
- Titre international : Inside Men
- Réalisation : Woo Min-ho
- Scénario : Woo Min-ho, d'après le webtoon The Insiders (내부자들) de Yoon Tae-ho
- Musique : Jo Yeong-wook
- Décors : Jo Hwa-seong
- Costumes : Jo Sang-kyeong
- Photographie : Go Nak-seon
- Son : Hong Ye-young et Seong Ji-young
- Montage : Kim Sang-bum
- Production : Choi Jin-ho, Lee Dong-ho, Park Cheol-soo et Won Young-sik
- Société de production : Insiders Cultural Company[1],[2],[3]
- Société de distribution : Showbox
- Budget : 7,5 milliards ₩[5],[6]
- Pays de production :  Corée du Sud
- Langue originale : coréen
- Format : couleur
- Genre : thriller politique
- Durée :
  - 130 minutes (version originale)
  - 180 minutes (version longue)
- Dates de sortie :
  - Corée du Sud : 19 novembre 2015 (version originale) ; 31 décembre 2015 (version longue)
- Classification :
  - Corée du Sud : Recommandé à partir de 18 ans (interdit aux adolescents)

## Distribution
- Lee Byung-hun : Ahn Sang-goo, gangster politique
- Cho Seung-woo : Woo Jang-hoon, procureur
- Baek Yun-shik : Lee Kang-hee
- Lee Geung-young : Jang Pil-woo
- Kim Hong-pa : le président Oh
- Bae Seong-woo : Park Jong-pal, directeur
- Jo Jae-yoon : Bang, le chef de section
- Kim Dae-myeong : Go, le reporter
- Jo Woo-jin : Jo Sang-moo
- Lee El : Joo Eun-hye
- Kim Eui-sung : Moon

## Production

### Développement
Début octobre 2013, les nouvelles commencent par les droits d'adaptation du webtoon The Insiders (내부자들, 2010) de Yoon Tae-ho déjà achetés auprès de Kim Won-guk pour The Daisy Entertainment, et que Woo Min-ho, qui vient de finaliser le scénario, devrait débuter le tournage en juillet 2014.

« L'histoire originale elle-même est si réaliste que même si de nombreux problèmes d'actualité sont omis, le film sera probablement réalisé dans une atmosphère très réaliste et sombre. Ne pénétrez-vous pas réellement la physiologie du monde politique et financier comme si vous regardiez au microscope ? Dans l’œuvre originale, la couverture préliminaire était approfondie, j’avais donc moins de travail à faire. J'ai même demandé à l'auteur Yoon Tae-ho s'il avait obtenu les sources des journalistes de Hankyoreh pour qui il travaillait sur la série. J'ai dit non, mais on ne sait jamais. Il y a peut-être des passages sensibles, mais de toute façon, le gouvernement a changé, donc ça ne vaudrait pas la peine d'essayer ? […] Cependant, comme la série n’était pas terminée, j’ai moi-même écrit un traitement de trente pages. C'est similaire à l'original. L'auteur n'est-il pas doué pour écrire des lignes puissantes ? Je pense que les bonnes lignes seront conservées telles quelles étaient. L'œuvre originale a un ton légèrement explicatif, mais j'ai l'intention de l'affiner pour l'adapter aux goûts de l'acteur une fois la distribution terminée. Comme la version cinématographique précédente de Moss [réalisé par Kang Woo-seok et sorti en 2010], The Insiders est similaire dans la mesure où il s'agit d'une histoire sombre et glaciale. Cependant, Moss aurait été beaucoup plus difficile à adapter, car il aurait dû conserver son atmosphère sombre et unique. D’un autre côté, The Insiders a une histoire plus claire que Moss. »

— Woo Min-ho
Le film est produit par Insiders Cultural Company,,, dont le budget s'élève à 7,5 milliards wons, ce qui égale à 2,3 millions spectateurs en parlant du seuil de rentabilité,.

### Attribution des rôles
|  |

Début avril 2014, Lee Byung-hun est confirmé pour le rôle d'Ahn Sang-goo, le gangster politique qui tient à se venger. En juin, Cho Seung-woo le rejoint dans le rôle du procureur Woo Jang-hoon. Ce dernier retrouve, en juillet, Baek Yun-shik, huit après Tazza: The High Rollers (타짜, 2006) de Choi Dong-hoon,. Celui-ci incarne Lee Kang-hee, le journaliste de Sudo Ilbo. En août, Bae Seong-woo se joint au tournage pour le rôle de Park Jong-pal, le confident d'Ahn Sang-goo.
Cho Seung-woo avouera, en octobre 2015, qu'il avait trois fois « refusé le rôle de procureur parce que j'étais trop jeune […] Je suis fan de Yoon Tae-ho, mais c'est le seul personnage qui n'est pas dans l'original. »,.

### Tournage
Le tournage débute le 13 juillet 2014, dans une discothèque, d'où la rencontre d'Ahn Sang-gu et Lee Kang-hee, à Séoul.